# Coligação Popular
A Coligação Popular é uma coligação política do Cazaquistão formada em 6 de outubro de 2022 a partir de vários partidos políticos pró-governo e associações públicas republicanas em apoio à candidatura à reeleição do atual presidente Kassym-Jomart Tokayev para a eleição presidencial de 2022.

## Formação
Em 6 de outubro de 2022, o presidente do partido governista Amanat, Erlan Qoşanov, anunciou a criação de uma Coligação Popular para apoiar Kassym-Jomart Tokayev nas eleições presidenciais antecipadas de 2022. Os cientistas políticos expressaram a opinião de que o partido Amanat se tornaria o núcleo da coalizão.
No mesmo dia, um fórum da Coligação Popular foi realizado em Astana, no qual participaram representantes dos partidos Amanat, Partido Popular e Ak Jol. Todos os três partidos apresentaram a candidatura de Tokayev à presidência.